# Distrito electoral de South Rushville (condado de Sheridan, Nebraska)
South Rushville (en inglés: South Rushville Precinct) es un distrito electoral ubicado en el condado de Sheridan en el estado estadounidense de Nebraska. En el Censo de 2010 tenía una población de 124 habitantes y una densidad poblacional de 0,64 personas por km².

## Geografía
South Rushville se encuentra ubicado en las coordenadas 42°40′14″N 102°25′9″O / 42.67056, -102.41917. Según la Oficina del Censo de los Estados Unidos, South Rushville tiene una superficie total de 194.91 km², de la cual 194.91 km² corresponden a tierra firme y (0%) 0 km² es agua.

## Demografía
Según el censo de 2010, había 124 personas residiendo en South Rushville. La densidad de población era de 0,64 hab./km². De los 124 habitantes, South Rushville estaba compuesto por el 93.55% blancos, el 0% eran afroamericanos, el 0.81% eran amerindios, el 0.81% eran asiáticos, el 2.42% eran isleños del Pacífico, el 1.61% eran de otras razas y el 0.81% pertenecían a dos o más razas. Del total de la población el 7.26% eran hispanos o latinos de cualquier raza.